# 朝鲜人民军陆军第105坦克师
第105坦克师，其正式番号直译为近卫汉城柳京守第105坦克师团（朝鲜语：／），该师组建于1948年10月，成立时为坦克团，参加过朝鲜战争，是最先攻入韩国汉城的装甲部队。金正日、金正恩曾多次视察过该师。

## 历史
第105坦克师的前身是朝鲜人民军第一支装甲部队第115坦克团，于1947年5月16日在平壤成立。1948年12月苏联民政厅治理北朝鲜结束后，朝鲜人民军从撤退的苏联军队手中获得了60辆T-34坦克、30门自行火炮、60辆摩托车和40辆汽车。约5,000名参加过苏德战争斯大林格勒保卫战的朝鲜裔苏联老兵被编入第115坦克团，1948年5月16日该团改编为第105坦克旅。
- 第107坦克团（共36辆T-34/85坦克）
- 第203坦克团（共36辆T-34/85坦克）
- 第204坦克团（后为第209坦克团，共36辆T-34/85坦克）
- 第208训练团
- 第303机动侦察中队
- 第206摩托化步兵团
- 第506通信营
- 直属工兵营
- 直属汽车大队

1950年6月25日拂晓，由旅长柳京守指挥的第105坦克旅未以独立旅团身份行动，而是被拆分成坦克第203、第109、第107团及摩托化步兵第206团加强给朝鲜人民军第一军的第1、第3、第4、第6师。其中隶属于第3、第4师的第107、第109坦克团突破了弥阿里防线，击溃了韩国陆军第6师。三天后，6月28日拂晓，他们渡过汉江进入汉城，第107团第1营营长金英少校在汉城政府大楼升起了朝鲜民主主义人民共和国国旗。。7月5日，朝鲜人民军最高司令官 金日成总理授予该部队“汉城”荣誉称号，以表彰其攻占汉城的功绩。并于7月27日根据最高人民会议常务委员会令第54号，授予其“近卫师”荣誉军事单位称号，晋升为“近卫首尔第105坦克师”。
1952年，该部队在因严重损失而被短暂撤销番号后重建。1960年8月25日，金日成与金正日一同视察了该部队，此后8月25日經朝鲜民主主义人民共和国政府定为“先军领导开始日”。金正日从1960年开始曾经视察该师24次之多。
2001年5月23日，根据朝鲜人民军最高司令官第0089号命令，为纪念该部首任指挥官在朝鲜战争期间的功绩，最终将其命名为“近卫汉城柳京守第105坦克师团” ，为现名。
2012年1月1日，上台仅十几天的金正恩视察了该师，根据朝鲜电视台在2012年1月3日播出的画面，金正恩视察时该师的官兵激动地留下了眼泪。

## 中文译名歧义
2005年韩国采用音译汉字“首尔”确定了这个城市的中文译名，朝鲜至迟到2016年也接受了这个中文译名，在汉语新闻稿中全面采用了这个名字。但是随着朝鲜放弃统一后，朝鲜在涉及朝鲜战争的汉语新闻稿中部分恢复了“汉城”这个汉字名。
而朝中社发布的中文通稿关于此部队的中文译名里“近卫汉城”与“近卫首尔”均曾经被使用过。